# Wonderful (Ja Rule)
Wonderful è un brano musicale del rapper statunitense Ja Rule, pubblicato come primo singolo estratto dall'album R.U.L.E. e pubblicato nel 2004. Il singolo è arrivato alla terza posizione della classifica Billboard Hot R&B/Hip-Hop Songs ed alla vetta della Official Singles Chart. Il brano figura la partecipazione di R. Kelly e Ashanti.

## Tracce
CD Single pt. 1
1. Wonderful
2. Caught up
3. Wonderful (Instrumental)
4. Always on Time

CD Single pt. 2
1. Wonderful
2. Caught up

## Classifiche
| Classifica (2004)                    | Posizione più alta |
| ------------------------------------ | ------------------ |
| Australia                            | 6                  |
| Danimarca                            | 13                 |
| Regno Unito                          | 1                  |
| U.S. Billboard Hot 100               | 5                  |
| U.S. Billboard Hot R&B/Hip-Hop Songs | 3                  |
| U.S. Billboard Hot Rap Tracks        | 2                  |